# الشبيبة الرياضية بطبربة
الشبيبة الرياضية بطبربة هو فريق كرة قدم تونسي تأسس عام 1925 في مدينة طبربة، ولاية منوبة يلعب هذا الفريق في الرابطة التونسية الثالثة لكرة القدم مستوى أول في موسم 2020 - 2021.

## وصلات خارجية
- صفحة الشبيبة الرياضية بطبربة على موقع كوووة.
- الموقع الرسمي للجامعة التونسية لكرة القدم.